# La Croix-en-Champagne

La Croix-en-Champagne este o comună în departamentul Marne, Franța. În 2009 avea o populație de 66 de locuitori.